# Чимор
Чимор — древнее индейское доколумбово государство, существовавшее в X — XV веках на территории современного Перу и принадлежавшее к культуре Чиму.

## История
В период наивысшего расцвета территория страны простиралась вдоль побережья Тихого океана почти на тысячу километров. Культура чиму возникла из остатков культуры моче (мочика). Создателями политической структуры выступили южные соседи моче — носители языка кингнам. По легендам, основатель и первый царь Чимора Наймлап (Найламп, Ньяймлап) прибыл в страну вместе с соплеменниками на флотилии бальсовых плотов откуда-то с севера.
При последнем царе этой династии, Фемпельеке, в стране произошли стихийные бедствия, вызвавшие голод и анархию. Жрецами и знатью Фемпельек был сначала свергнут, а затем утоплен в океане.
К власти пришла новая династия Чиму. По преданию, первый представитель этой династии, Такайнамо (Тайканамо), также прибыл в долину Моче с севера на флотилии бальсовых плотов (собственно, иногда его отождествляют с Наймлапом).
Династия Чиму правила страной вплоть до 1471 года, когда 30-тысячное войско империи инков под командованием Тупака Юпанки захватило Чан-Чан. Инки формально сохранили государство Чимор, однако фактически последний царь Чимора Минчанкаман был увезён в Куско, где его женили на инкской царевне и держали на положении почётного пленника. В таком же статусе марионеточного царя Чимора в Куско проживали и наследники Минчанкамана — его сын, внук и правнук. Вместе с Минчанкаманом в Куско было переселено множество чимуских ремесленников, прежде всего, золотых дел мастеров, ювелиров и чеканщиков. Территория Чимора была уменьшена, в его населённых пунктах и крепостях были размещены инкские гарнизоны.
В начале XVI века территория Чимора была захвачена и разорена испанскими конкистадорами.